# Sail Mohamed
Sail Mohamed Ameriane ben Amerzaine (Cabilia, 14 ottobre 1894 – aprile 1953) è stato un anarchico algerino, che combatte durante la guerra civile spagnola.
Il noto poeta francese Jacques Prévert gli dedicò una poesia.

## Biografia
Mohamed nacque nel 1894 nella regione berbera di Cabilia, nell'Algeria francese. Lavorò come autista e meccanico, prima di prestare servizio nelle troupes coloniales. Fu arrestato per insubordinazione e diserzione durante la prima guerra mondiale. In seguito si trasferì in Francia, dove entrò a far parte dell'Union Anarchiste (UA), recentemente ricostruita, e nella Confédération Générale du Travail-Syndicaliste Révolutionnaire (CGT-SR).
Nel 1923 con l'amico Sliman Kiouane fondò il Comitato la Difesa degli Indigeni algerini, uno dei primi movimenti di liberazione nazionale dell'Impero coloniale francese. Attraverso queste organizzazioni denunciò la povertà del popolo colonializzato, lo sfruttamento coloniale e la continua instabilità del Nord Africa. Nel 1929 Sail Mohamed divenne segretario del "Comitato di difesa degli algerini contro il centenario", un movimento anarchico formato in segno di protesta contro l'imminente centenario francese della conquista dell'Algeria, avvenuta il 5 luglio 1830.

### L'Eveil Social

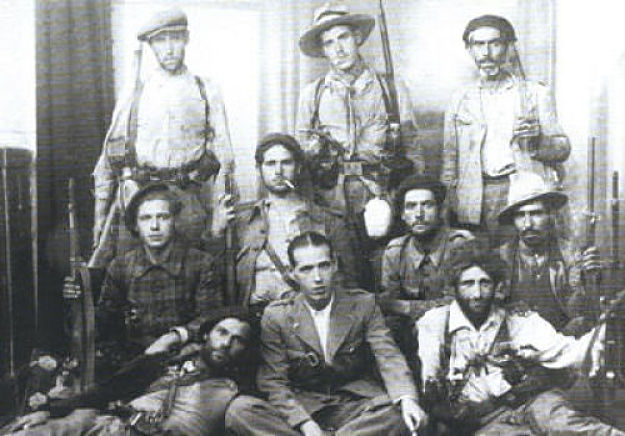
Sail Mohamed (al centro in prima fila) durante la guerra civile spagnola

Nel 1932 Sail divenne direttore de L'Eveil Social, dove pubblicò alcuni articoli di carattere antimilitarista, fatto che gli procurò l'attenzione da parte delle autorità francesi. Sail Mohamed fu anche un fervido antistalinista e, dopo il suo arresto nel 1932, rifiutò di sostenere il Soccorso Rosso Internazionale, società di copertura del Partito Comunista Francese. Nel 1934 Mohamed fu arrestato e condannato a 4 mesi di reclusione dopo che fu scoperto mentre raccoglieva e nascondeva armi destinate ai movimenti operai, insorti a seguito di una manifestazione fascista e antisemita avvenuta il 6 febbraio 1934.
Nel 1936 prestò servizio nel battaglione Sébastien Faure, la sezione francofona della Colonna Buenaventura Durruti, una milizia anarchica anti-franchista durante la guerra civile in Spagna. Fu ferito nel novembre dello stesso anno e tornò in Francia a dicembre, dopo aver scritte molte lettere in cui descriveva il movimento anarchico spagnolo. Dopo essere guarito partecipò ai convegni organizzati dall'Union Anarchiste sulla rivoluzione spagnola. In seguito Mohamed fu nuovamente arrestato, dopo aver preso parte a delle proteste in Tunisia.
All'inizio della seconda guerra mondiale, Sail Mohamed fu internato in un campo di concentramento a Riom, da cui sarebbe poi scappato falsificando dei documenti e trascorrendo il resto della guerra tentando di dar di nuovo vita ai movimenti anarchici nella Francia occupata. Mohamed cercò inoltre di riformare il Comitato degli anarchici algerini. Morì nell'aprile 1953.